# Phalaenopsis taenialis
Phalaenopsis taenialis — эпифитное трявянистое растение семейства Орхидные.
Вид не имеет устоявшегося русского названия, в русскоязычных источниках обычно используется научное название Phalaenopsis taenialis.

## Синонимы
По данным Королевских ботанических садов в Кью:
- Aerides taenialis Lindl., 1833 basionym
- Doritis taenialis (Lindl.) Hook.f., 1890
- Kingiella taenialis (Lindl.) Rolfe, 1917
- Biermannia taenialis (Lindl.) Tang & F.T.Wang, 1951
- Kingidium taeniale (Lindl.) P.F.Hunt, 1970
- Polychilos taenialis (Lindl.) Shim, 1982
- Aerides carnosa Griff., 1851

## Биологическое описание
Миниатюрное моноподиальное растение с сильно укороченным стеблем. Корни многочисленные расплющенные. Играют важную роль для фотосинтеза. Листья темно-зеленые, 10 см длиной и 2 см шириной. Листьев мало (1-5). Обитает в лесах на высотах от 1000 до 2500 метров над уровнем моря. Естественное цветение в апреле-мае. На соцветии 6-8 цветов.

## Ареал
Непал, Северо-восточная Индия, Бутан, Мьянма, Таиланд.

## В культуре
Температурная группа — умеренная. Тенелюбивое растение. Прямого солнца не выносит. В связи с тем, что корни играют важную роль для фотосинтеза растения, этот вид лучше всего культивировать на блоке или в прозрачном горшке с сосновой корой крупной фракции.